# Saint-Pierre-de-Bat
Saint-Pierre-de-Bat – miejscowość i gmina we Francji, w regionie Nowa Akwitania, w departamencie Żyronda.
Według danych na rok 1990 gminę zamieszkiwało 251 osób, a gęstość zaludnienia wynosiła 28 osób/km² (wśród 2290 gmin Akwitanii Saint-Pierre-de-Bat plasuje się na 928. miejscu pod względem liczby ludności, natomiast pod względem powierzchni na miejscu 1138.).